# 月を超えろ
『月を超えろ』（つきをこえろ）は、1999年2月20日に発売された奥田民生の9作目のシングル。完全生産限定アナログ盤も同時発売。

## 解説
- CD音源としてはアルバム『股旅』より約1年ぶりのリリース。
- 奥田初のマキシシングル。収録曲も4曲と奥田のシングル作品の中で一番多い。なお、この曲以降のシングルはすべてマキシシングルである。
- ジャケット写真は昭和のスターのブロマイドを意識している。また、CDの特典としてもブロマイド（ジャケット写真のバージョン違い）が封入されていた。
- 収録曲はすべてオリジナルアルバム未収録。表題曲「月を超えろ」は2001年発売のコンセプト・アルバム『CAR SONGS OF THE YEARS』、「メリハリ鳥」は2007年発売のベスト・アルバム『記念ライダー1号〜奥田民生シングルコレクション〜』 、「ワインのばか」「MOTHER（ひとり股旅）」は2008年発売のB面集『BETTER SONGS OF THE YEARS』にそれぞれ初収録された。

## 収録曲
1. 月を超えろ (3:13)
トリビュートアルバム『奥田民生・カバーズ』ではdetroit7がカバーしている。
2. ワインのばか (3:00)
トリビュートアルバム『奥田民生・カバーズ』ではB-DASHがカバーしている。
3. メリハリ鳥 (3:10)
カップリング曲ながら人気が高く、2001年のファン投票では3位[1]、2006年のファン投票では8位であった[2]。後者の結果を受け、『記念ライダー1号〜奥田民生シングルコレクション〜』に収録された。
4. MOTHER（ひとり股旅） (4:41)
弾き語りライブ音源。札幌 ルネッサンス・マリアテアトロ（1998年10月19日）公演のテイクを収録。
PUFFYへの提供曲のセルフカバー。
トリビュートアルバム『奥田民生・カバーズ』ではThe ピーズがカバーしている。

全作詞・作曲：奥田民生

## 収録アルバム
- CAR SONGS OF THE YEARS (#1)
- 記念ライダー1号〜奥田民生シングルコレクション〜 (#1,3)
- BETTER SONGS OF THE YEARS (#2,4)

## 参加ミュージシャン
- 奥田民生 - ボーカル、ギター
- 古田たかし - ドラムス
- 長田進 - ギター
- 根岸孝旨 - ベース
- 斎藤有太 - キーボード
- 河合マイケル - パーカッション (#2)